# Ferdinand Haberl
Ferdinand Haberl (* 15. März 1906 in Lintach; † 3. Juli 1985 in Regensburg) war ein deutscher katholischer Theologe, Komponist, Musikwissenschaftler, Organist und Chorleiter. Er war Leiter der Kirchenmusikschule Regensburg, Honorarprofessor für katholische Kirchenmusik der Universität Regensburg und Präsident des Päpstlichen Instituts für Kirchenmusik in Rom.

## Leben
Haberl studierte ab 1926 in München und Regensburg Theologie und Musikwissenschaft. 1931 erfolgte die Priesterweihe. Danach war er als Seelsorger und Musikpräfekt in Schönwald tätig, bevor er 1933 bis 1934 sein Studium in München fortsetzte. Von 1934 bis 1938 war er Organist der deutschen Nationalkirche Santa Maria dell’Anima in Rom. 1939 erfolgte die Promotion im Fach Theologie in München. Danach übernahm er die Leitung der Kirchenmusikschule Regensburg. Ab 1964 war er als Honorarprofessor der Universität Regensburg tätig. 1970 wurde er zum Präsidenten des Päpstlichen Instituts für Kirchenmusik und 1971 zum Päpstlichen Ehrenprälaten ernannt.
Haberl widmete sich der Komposition und der musikwissenschaftlichen Arbeit, komponierte zahlreiche kirchenmusikalische Werke und erstellte einige theoretische Schriften und Monographien über Musiker der Oberpfalz.

## Schriften
- Die Inkarnationslehre des heiligen Albertus Magnus. Freiburg: Herder 1939, zugl.: München, Theol. Diss.
- Das Deutsche Amt und die Enzyklika Musicae sacrae disciplina. Regensburg: Pustet 1956
- Das Kyriale Romanum. Liturgische und musikalische Aspekte. Regensburg. Habbeldruck 1975
- Die antiphonalen Gesänge. Introitus und Communio. Regensburg: Habbeldruck 1976
- Der responsoriale Gesang des gregorischen Graduale. Roma: Pontificio Istituto di Musica Sacra 1979
- Das gregorianische Alleluia der heiligen Messe. Regensburg: Poliglotta Vaticana 1983

## Auszeichnungen
- 1966: Nordgau-Kulturpreis der Stadt Amberg in der Kategorie „Musik“
- 1970: Orlando-di-Lasso-Medaille des Allgemeinen Cäcilien-Verbands
- 1972: Bayerischer Verdienstorden
- 1976: Kulturpreis der Stadt Regensburg
- 1981: Bundesverdienstkreuz 1. Klasse